# Alexander Baillie-Cochrane (1er baron Lamington)
Pour les articles homonymes, voir Baillie et Cochrane.
Alexander Dundas Ross Cochrane-Wishart-Baillie, 1er baron Lamington (24 novembre 1816 - 15 février 1890), mieux connu sous le nom d'Alexander Baillie-Cochrane, est un homme politique conservateur britannique connu pour son association avec le mouvement Young England au début des années 1840.

## Biographie
Fils de l'amiral de la flotte Thomas John Cochrane (en), il hérite du domaine Baillie à Lamington en 1833.
Il fréquente l'Université de Cambridge avant d'entrer à la Chambre des communes du Royaume-Uni tant que député de Bridport en 1841. Il siège ensuite pour Lanarkshire, Honiton et enfin l'île de Wight jusqu'en 1880, date à laquelle il est nommé pair et siège à la Chambre des lords en tant que baron Lamington, de Lamington, dans le comté de Lanark.
En 1844, il épouse Annabella Mary Elizabeth Drummond, fille d'Andrew Drummond de Cadlands, Hampshire et petite-fille de John Manners (5e duc de Rutland). Par le mariage de la sœur d'Annabella, Frederica, il est le beau-frère de Richard Lumley (9e comte de Scarbrough).
Ils ont quatre enfants. À sa mort, son fils unique, Charles Cochrane-Baillie (2e baron Lamington), lui succède. Il est nommé gouverneur du Queensland en 1895.